# Бирхан Уолду
Бирхан Уолду (р. ок. 1981 г.) е етиопка, която е показана като гладуващо дете в клип на Live Aid през 1985 г.
През 2004 г. Уолду отново участва в клип – в „Do They Know It's Christmas“ – на наново сформиралата се група за борба с бедността „Band Aid 20“.
През 2005 г. Боб Гелдоф отново представя филма за ситуацията в Африка през 1985 г. Това става на един от поредицата концерти в борба срещу бедността под надслов „Live 8“. Уолду се появява на сцената в Лондон и благодари на майчиния си език за подкрепата на публиката. Тя остава на сцената за първата част на изпълнението на Мадона.